# All We Know Is Falling
All We Know Is Falling —en español: «Todo lo que conocemos se está cayendo»— es el álbum debut de la banda estadounidense Paramore, lanzado bajo el sello Fueled by Ramen el 26 de julio de 2005 en los Estados Unidos. Su producción estuvo a cargo de James Paul Wisner, Mike Green, Nick Trevisick y Roger Alan Nichols. Josh Farro y Hayley Williams, guitarrista y vocalista de Paramore, respectivamente, escribieron casi todas las canciones del disco.
El proceso de composición del álbum se llevó a cabo en Orlando, Florida, y la salida del bajista del grupo Jeremy Davis, que ocurrió pocos días después de llegar a Orlando, sirvió como temática principal. El hecho está reflejado en la portada del álbum, su título y la canción «All We Know». 
Se lanzaron tres sencillos del álbum: «Pressure», «Emergency» y «All We Know». El disco recibió comentarios variados por parte de los críticos de la música, quienes halagaron principalmente la voz de Hayley Williams. No obstante, tuvo un bajo desempeño musical: no entró al Billboard 200, aunque alcanzó la posición número treinta del Top Heatseekers Albums en Estados Unidos. En el Reino Unido logró llegar en 2010 al lugar cincuenta y uno del UK Albums Chart y ser certificado como disco de oro por la BPI.

## Información del álbum

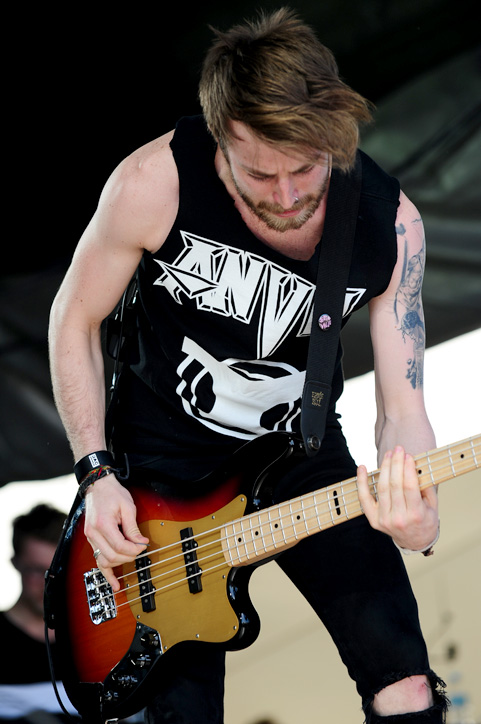
La salida del bajista Jeremy Davis del grupo sirvió como inspiración para All We Know Is Falling. En la imagen, Davis con Paramore en 2010.

Antes de la formación de Paramore, existió otro grupo en el que participaron los hermanos Josh y Zac Farro junto con Hayley Williams, además de Taylor York y Jason Clark. Dicha agrupación no perduró en el tiempo, ya que Williams en 2003 firmó un contrato con Atlantic para iniciar una carrera en solitario, la que a su vez tampoco duró, ya que la misma formó Paramore un año después —con ella de vocalista, Josh y Zac Farro en la guitarra y batería, respectivamente, Jason Bynum en la guitarra rítmica y Jeremy Davis en el bajo eléctrico—. En diciembre de 2010, Josh Farro relató que el mánager de Hayley los invitó a él y a su hermano Zac a formar un grupo, pero sin York y Clark, ya que no eran «lo suficientemente buenos a sus ojos» —York finalmente se unió a la agrupación en 2007—. En su corta carrera solista, Williams alcanzó a grabar algunas maquetas, las cuales fueron posteriormente regrabadas junto a la banda para obtener un sonido «más auténtico». Sin embargo, la banda casi fue despedida, ya que el sello discográfico dijo que «eran terribles». Las canciones entonces recientemente escritas por Williams y Farro, «Here We Go Again» y «Hallelujah», salvaron al grupo de ser despedido —«Here We Go Again» fue incluida en All We Know Is Falling, pero «Hallelujah» fue guardada para el disco Riot! (2007)—.
El grupo después viajó a Orlando, Florida para escribir su álbum debut, pero poco después de llegar, Davis dejó la agrupación, citando razones personales para hacerlo. Los miembros restantes continuaron con la grabación. La partida de Davis fue reflejada en el nombre del álbum —All We Know Is Falling, traducido como Todo lo que conocemos se está cayendo—, en la carátula del mismo y en la canción «All We Know». Williams dijo al respecto: «Unos dos días después de que se fue, escribimos "All We Know" [...] El sofá en la portada del álbum, con nadie allí, y la sombra que se va, es sobre Jeremy y cómo a nosotros nos hace sentir que hay un espacio vacío», y Farro agregó: «Era un buen tema sobre el cual escribir [las canciones del] álbum». Hayley más tarde describiría la canción como «una carta a Jeremy diciéndole que nunca lo olvidaremos», e indicó que todo el álbum tiene pequeñas historias como esa. La grabación del disco duró aproximadamente tres semanas.
Respecto al proceso creativo del álbum, Hayley dijo: «Josh [Farro] escribe toda la música y me la trae [...] después escribimos las letras y esas cosas. Nos ayudamos uno al otro. Somos un equipo». Williams y Farro escribieron todas las canciones del disco, excepto «Conspiracy», escrita por ambos junto con Taylor York. La misma fue la primera canción que escribieron juntos. En lo que respecta a las temáticas de las letras del álbum, Williams dijo en 2008 a Alternative Press que varias canciones, entre ellas «Emergency», tratan sobre la mala relación y posterior divorcio de sus padres, el cual ella presenció cuando tenía sólo catorce años. Puntualizó: «Recuerdo salir andando por la puerta junto a mi madre esa noche y permanecer de pie entre mis padres gritando ¡Cállense! ¡Cállense! ¡Cállense! [...] Pero creo que he llegado a la conclusión de que es mejor para mis padres sólo ser amigos». Como el bajista de la banda abandonó la misma durante la grabación de All We Know Is Falling —grabó únicamente «Here We Go Again»—, Lucio Rubino lo sustituyó en el estudio. En cuanto a influencias, la cantante mencionó en una entrevista en 2006 que al momento de grabar el disco solían escuchar mucho a The Academy Is..., mientras que Jeremy Davis —quien se reintegró al grupo tras cinco meses de su salida— agregó que estaban muy influenciados por Slipknot.

## Lanzamiento y promoción

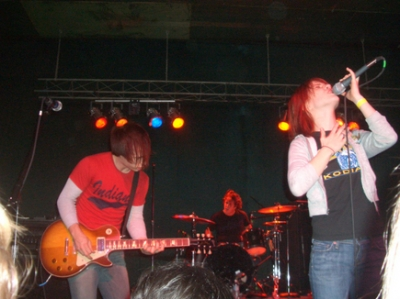
Paramore en el Winter Go West Tour, en Portland, Oregón, el 20 de enero de 2006.

Paramore lanzó All We Know Is Falling el 26 de julio de 2005 en los Estados Unidos, a través del sello Fueled by Ramen en formato de CD, mientras que en el mismo país lo publicó en formato LP en junio del mismo año. En iTunes hay una versión de lujo que, además de las pistas principales del álbum, incluye los vídeos musicales de «Pressure», «Emergency» y «All We Know», junto con dos canciones grabadas en directo. Existe en Amazon una edición japonesa que incluye la pista adicional «Oh Star».
El álbum contó con tres sencillos: «Pressure», «Emergency» y «All We Know». Ninguno entró a lista musical alguna, a excepción de «Pressure», que en 2007 obtuvo la posición sesenta y dos en la lista estadounidense Digital Songs. Dos semanas antes de iniciar una gira para promocionar el álbum, se unió John Hembree al grupo para reemplazar al bajista Jeremy Davis, aunque este último terminó reincorporándose a la agrupación. Durante el verano del 2005, Paramore se presentó en el escenario The Shiragirl Stage de la gira Warped Tour 2005. En enero del año siguiente, la banda participó en el Winter Go West Tour con Amber Pacific y The Lashes. En la primavera, fue acto de apertura para The Rocket Summer, siendo su primera fecha el 3 de mayo y la última el día 30 del mismo mes en Phoenix, Arizona. Ese año, Paramore volvió a participar en el Warped Tour, y la primera fecha en la que se presentaron se realizó en su ciudad natal, Nashville. Después de esto, el grupo encabezó su primera gira propia por América del Norte, con el apoyo de This Providence, Cute Is What We Aim For y Hit the Lights. El tour inició el 2 de agosto de 2006 en Chicago, Illinois, y terminó en Orlando, Florida, el 24 de septiembre del mismo año.

## Recepción

### Comentarios de la crítica
El álbum recibió comentarios variados por parte de los críticos de la música, quienes halagaron principalmente la voz de Hayley Williams. Jason Schleweis de Crush Music hizo una reseña de All We Know Is Falling, y dijo que «al escuchar su primer sencillo, pensarás dos veces antes de clasificarlos como otra banda que trata de engañar a los auditores con una falsa sensación de talento», y llamó al disco «una refinada combinación entre rock y pop punk». Tony Pascarella de The Trades dijo que «no hay realmente ninguna canción débil en el álbum», y agregó: «Hayley Williams tiene una voz rica y poderosa que rara vez comete un error en este impresionante [disco] debut». El crítico Alex Drumm de EmotionalPunk comentó: «el álbum es mucho más maduro de lo que creí. Hayley es acreditada con la escritura de las letras y, para alguien que tiene dieciséis años, me quedé anonadado». Sin embargo, Drumm agregó que se sintió decepcionado al escuchar el screaming de la última pista del disco, «My Heart», pero que el mismo hecho «no fue suficiente para arruinarlo». Tom Whitson de Click Music opinó que su música está «en algún lugar entre la angustia de Avril Lavigne y el rock extravagante de Fall Out Boy [...] la voz de Williams es fuerte y memorable en "All We Know", respaldada por una melodía pegadiza que da una buena primera impresión. El resto del álbum tiene un estilo similar» y agregó: «All We Know Is Falling no es el mejor disco, pero está lejos de ser el peor». La revista musical Alternative Press le dio al disco cuatro estrellas de cinco y lo llamó «un debut increíblemente pulido».

### Desempeño comercial
El álbum tuvo un bajo desempeño comercial. En los Estados Unidos, logró la posición treinta en el Top Heatseekers Albums. En 2009, obtuvo el octavo lugar en la lista Catalog Albums del mismo país. En el Reino Unido, recibió la certificación disco de oro por parte de la BPI, tras vender 100 000 copias hasta 2009. También ocupó los puestos cincuenta y uno y cuatro en los conteos UK Albums Chart y Rock & Metal Albums, respectivamente. En 2012, la Australian Recording Industry Association (ARIA) certificó a All We Know Is Falling con disco de oro por 35 000 copias vendidas hasta esa fecha. De acuerdo con Nielsen SoundScan, el álbum para julio de 2009 había vendido 437 000 en Estados Unidos. Bill Lamb de About.com dijo que el rendimiento comercial del disco, a pesar de no haber sido alto, le sirvió al grupo para ganar notoriedad en la prensa musical.

#### Posicionamiento en listas
| País           | Lista               | Mejor posición |      |      |      |      |      |
| 2006           | 2006                | 2006           | 2006 | 2006 | 2006 | 2006 | 2006 |
| -------------- | ------------------- | -------------- | ---- | ---- | ---- | ---- | ---- |
| Estados Unidos | Heatseekers Albums  | 30             |      |      |      |      |      |
| 2009           |                     |                |      |      |      |      |      |
| Estados Unidos | Catalog Albums      | 8              |      |      |      |      |      |
| 2010           |                     |                |      |      |      |      |      |
| Reino Unido    | UK Albums Chart     | 51             |      |      |      |      |      |
| Reino Unido    | Rock & Metal Albums | 4              |      |      |      |      |      |

#### Certificaciones
| País        | Organismo certificador | Certificación |
| ----------- | ---------------------- | ------------- |
| Reino Unido | BPI                    | Oro           |
| Australia   | ARIA                   | Oro           |

## Lista de canciones
Todas las canciones escritas y compuestas por Hayley Williams y Josh Farro, a excepción de «Conspiracy», escrita y compuesta por Williams, Farro y  Taylor York.. 
| Edición estándar |                     |                                    |          |  |
| N.º              | Título              | Productor(es)                      | Duración |  |
| 1.               | «All We Know»       | James Paul Wisner                  | 3:13     |  |
| 2.               | «Pressure»          | Mike Green                         | 3:05     |  |
| 3.               | «Emergency»         | Green                              | 4:00     |  |
| 4.               | «Brighter»          | Green                              | 3:43     |  |
| 5.               | «Here We Go Again»  | Nick Trevisick, Roger Alan Nichols | 3:46     |  |
| 6.               | «Never Let This Go» | Wisner                             | 3:40     |  |
| 7.               | «Whoa»              | Green                              | 3:21     |  |
| 8.               | «Conspiracy»        | Green                              | 3:42     |  |
| 9.               | «Franklin»          | Green                              | 3:18     |  |
| 10.              | «My Heart»          | Wisner                             | 3:59     |  |

| Pistas adicionales y vídeos de la edición de lujo |                                 |          |  |
| N.º                                               | Título                          | Duración |  |
| 11.                                               | «Pressure» (en directo)         | 3:01     |  |
| 12.                                               | «Here We Go Again» (en directo) | 3:24     |  |
| 13.                                               | «Pressure» (vídeo musical)      | 3:06     |  |
| 14.                                               | «Emergency» (vídeo musical)     | 3:58     |  |
| 15.                                               | «All We Know» (vídeo musical)   | 3:14     |  |

| Pistas adicionales de la edición japonesa |           |                |          |  |
| N.º                                       | Título    | Escritor(es)   | Duración |  |
| 11.                                       | «Oh Star» | Williams, York |          |  |

## Créditos y personal
Personal
- Paramore:
  - Hayley Williams: voz
  - Josh Farro: guitarra, coros
  - Jason Bynum: guitarra, coros
  - Zac Farro: batería

Producción y músicos extra
- James Paul Wisner: producción en «All We Know», «Never Let This Go» y «My Heart».
- Mike Green: producción en «Pressure», «Emergency», «Brighter», «Whoa», «Conspiracy» y «Franklin».
- Nick Trevisick y Roger Alan Nichols: producción y mezclas en «Here We Go Again».
- Dave Buchanan: ingeniero de sonido en «Here We Go Again».
- Tom Baker: masterización.
- Lucio Rubino: bajo eléctrico en todas las pistas (excepto «Here We Go Again»).
- Jeremy Davis: bajo eléctrico en «Here We Go Again».

Fuente: Discogs